# Cumancu
Cumancu é uma comuna rural do sul do Mali da circunscrição de Sicasso e região de Sicasso. Segundo censo de 1998, havia 5 609 residentes, enquanto segundo o de 2009, havia 4 227. A comuna inclui 4 vilas.

## História
No começo de 1898, uma coluna de soldados franceses atravessou Cumancu para Carangasso, obrigando o fama Babemba Traoré (r. 1893–1898) do Reino de Quenedugu, que estava em campanha na região, a recuar para Zangasso. Em abril, Fô usou a rota de Cumancu para chegar na capital Sicasso e informar da aproximação das forças francesas que pretendiam sitiá-la.